# Otto Immortali
Gli Otto Immortali (cinese: 八仙; pinyin: Bāxiān; Wade-Giles: Pa-hsien) sono un gruppo di leggendari xian (immortali; trascendenti; santi)  nella mitologia cinese. Ciascun potere degli Immortali può essere trasferito a un oggetto (法器) in grado di dare la vita o di sconfiggere il male. Insieme, questi otto oggetti sono chiamati "Otto Immortali Celati" (暗八仙 àn ~). Si dice che la maggior parte di essi sia nata durante la Dinastia Tang o la Dinastia Song. Sono venerati dai taoisti e apprezzati nella secolare cultura cinese. La leggenda narra che vivono su un gruppo di cinque isole nel Mare di Bohai, tra cui la montagna-isola di Penglai.

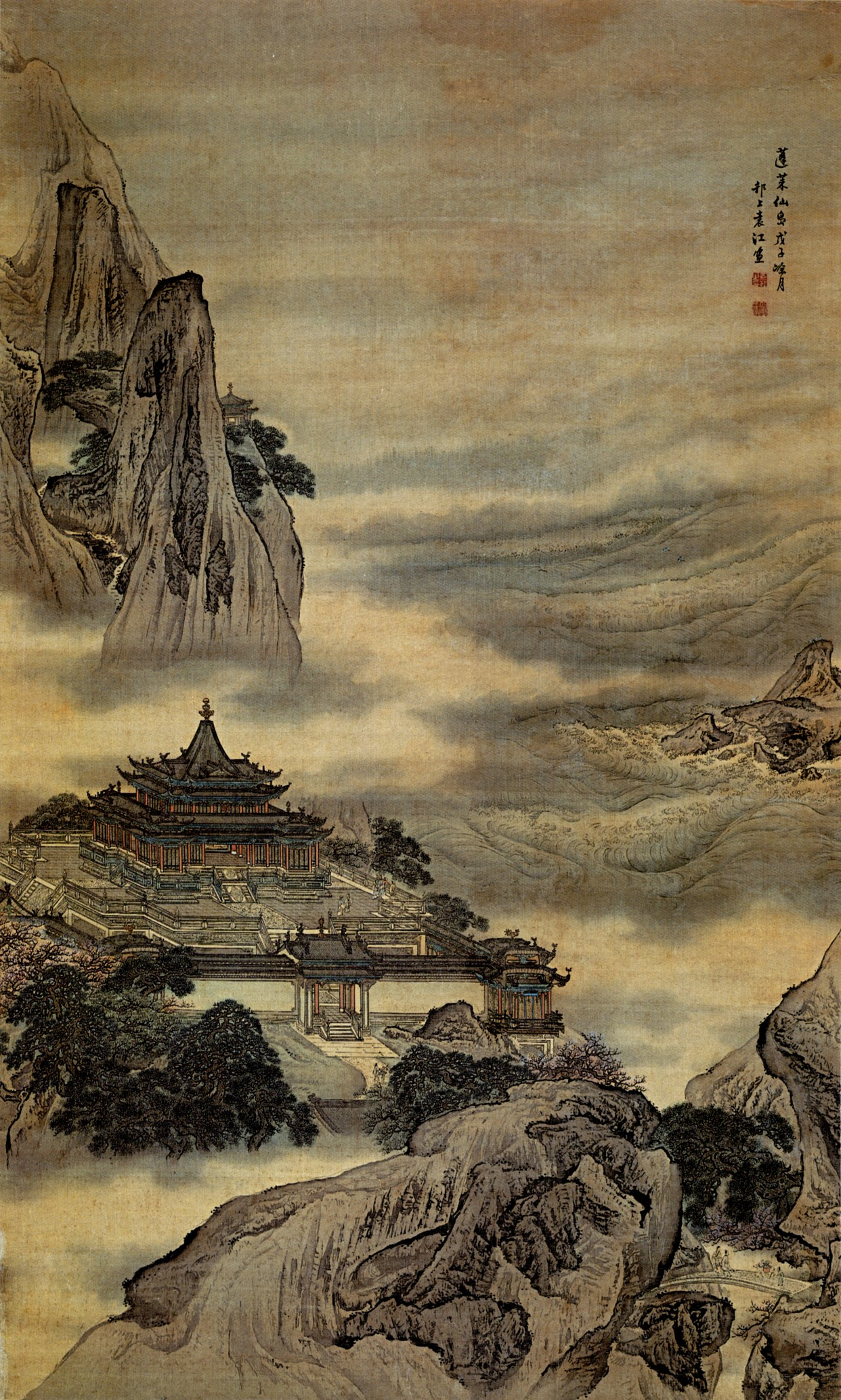
Il Monte Penglai, uno dei luoghi che secondo la leggenda erano abitati dagli otto immortali.

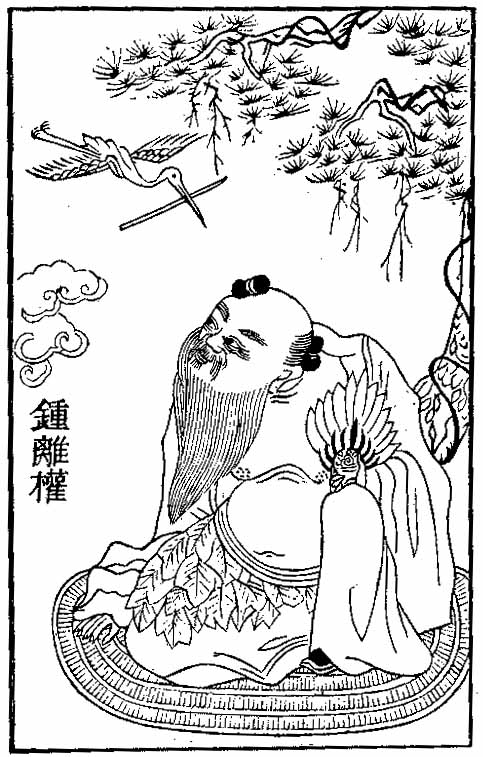
Una raffigurazione di Zhongli Quan.

Tre di questi immortali sarebbero personaggi storici, mentre gli altri sono puramente leggendari.
- Zhongli Quan
- Lü Dongbin
- He Xiangu: la donna
- Li Tieguai: il povero;
- Zhang Guolao (storico)
- Han Xiangzi: il giovane.
- Cao Guojiu
- Lan Caihe

## Rapporti tra gli immortali
Si possono associare o contrapporre:
- l'aristocratico - il proletario;
- il ricco - il povero;
- il giovane - il vecchio;
- l'uomo - la donna

in loro si vede la rappresentazione di tutta la società.
Nella letteratura antecedente al 1970, essi venivano talvolta definiti come Otto Jinn. Inizialmente descritti durante la Dinastia Yuan, ricevettero l'attuale denominazione dagli Otto Immortali di Huainan.

## Nell'arte
La tradizione di descrivere gli uomini che sono diventati immortali è un tòpos nell'arte cinese e quando la religione taoista divenne popolare, abbracciò rapidamente questa tradizione con i suoi immortali. Mentre i culti dedicati ai vari immortali taoisti nascevano nella Dinastia Han, i popolari e meglio conosciuti Otto Immortali nacquero nella Dinastia Jīn (金朝). L'arte delle tombe Jin dei secoli XII e XIII mostra un gruppo di otto taoisti immortali in murales e sculture. Divennero ufficialmente conosciuti come Otto Immortali nelle scritture e nelle opere artistiche della setta taoista noto come Completa Realizzazione (Quanshen). La più famosa rappresentazione artistica degli Otto Immortali si trova nel Yongle Gong (Tempio della Gioia Eterna) nella contea di Ruicheng, nella provincia di Shanxi.
Gli Otto Immortali sono considerati portatori di prosperità e longevità, quindi erano un tòpos nell'arte antica. Erano frequenti ornamenti sui vasi di celadon. Venivano inoltre rappresentati nelle sculture di proprietà dei nobili. Le loro rappresentazioni più comuni, tuttavia, erano nei dipinti. Molti dipinti di seta e affreschi murali raffigurano gli Otto Immortali. Vengono spesso raffigurati tutti insieme, a volte anche singolarmente, per omaggiare le qualità di quel singolo Immortale.
Un'interessante ricorrenza artistica degli Otto Immortali è quella che li ritrae spesso accompagnati da fanciulle con mani adornate di giada, comunemente rappresentate come serve di divinità di rango maggiore, o altre immagini che mostrano grande potere spirituale. L'importanza degli Otto Immortali per i taoisti è rilevante soprattutto durante la Dinastia Ming e le Dinastie Qing. Durante queste dinastie, gli Otto Immortali sono spesso rappresentati insieme ad altre divinità nelle opere artistiche. Vi sono molti dipinti che li raffigurano insieme alle Tre Stelle (gli dèi della longevità, dell'emolumento e della fortuna). Altre importanti divinità, come Xi Wang Mu (la "Regina Madre dell'Ovest"), sono spesso in compagnia degli Otto Immortali.
L'arte degli Otto Immortali non si limita alla pittura o ad opere visive. Sono citati anche nella scrittura. Alcuni autori e commediografi scrissero numerose storie e opere sugli Otto Immortali. Una famosa storia scritta numerose volte e adattata al teatro (la cui rappresentazione più famosa fu scritta da Ma Zhiyuan durante la dinastia Yuan) è The Yellow-Millet Dream ed è la storia di come Lǚ Dòngbīn incontri Zhongli Quan e inizi il suo cammino verso l'immortalità.

## Nella letteratura
Gli Immortali sono i soggetti di molte creazioni artistiche, come dipinti e sculture. Esempi di riferimenti nella scrittura includono:
- The Yueyang Mansion (《岳陽樓》yuè yáng lòu) di Ma Zhiyuan (1250 – 1321).
- The Bamboo-leaved Boat (《竹葉船》 zhú yè chuán) di Fan Zi'an (范子安 fàn zǐ ān).
- The Willow in the South of the City (《城南柳》 chéng nán liǔ) di Gu Zijing (fl.14º secolo).
- Il riferimento scritto più significativo è The Eight Immortals Depart and Travel to the East (《八仙出處東游記》 bā xiān chū chù dōng yoú jì) di Wu Yuantai (吳元泰 wú yuán taì) nella Dinastia Ming.
- C'è un'altra opera composta durante la Dinastia Ming, di uno scrittore anonimo, chiamato The Eight Immortals Cross the Sea (《八仙過海》 bā xiān guò hǎi). Riguarda gli Otto Immortali che si recano alla Conferenza della Pesca Magica (蟠桃會 pán taó huì) e si trovano di fronte ad un oceano. Invece di attraversarlo a bordo delle loro nuvole, Lü Dongbin suggerì che insieme abbiano usato i loro poteri per superarlo. Ispirato da questa narrazione, il proverbio cinese "Gli Otto Immortali attraversano il mare, ciascuno rivela il suo divino potere" (八仙過海，各顯神通 ~,Bā xiān guò hǎi, gè xiǎn shén tōng) indica la situazione in cui tutti uniscono le forze per raggiungere un obiettivo comune.

## Nel Qigong e nelle arti marziali cinesi
Gli Otto Immortali sono legati allo sviluppo degli esercizi di qigong, come il Baduanjin. Ci sono alcune arti marziali cinesi il cui nome deriva dagli Otto Immortali. Esse prevedono tecniche di lotta ispirate alle caratteristiche di ciascun Immortale.

## Venerazione
Inaugurato durante la Dinastia Song, il tempio di Xi'an è chiamato Palazzo degli Otto Immortali (八仙宮), precedentemente Monastero degli Otto Immortali (八仙庵), dove statue degli Immortali possono essere trovate nell'Arca degli Otto Immortali (八仙殿). In Mu-Cha (木柵 mù zhà), Taipei, capitale di Taiwan, c'è un tempio chiamato Palazzo del Sud (南宮), soprannominato Tempio degli Otto Immortali (八仙廟 ~ miào). E a Singapore, c'è un tempio chiamato Xian Gu Tian (仙姑殿) che venera gli Otto Immortali, insieme alla divinità principale He Xian Gu.

## Moderne rappresentazioni
- Nella Cina odierna, gli Otto Immortali sono una rappresentazione artistica ricorrente. Dipinti, ceramiche e statue degli Otto Immortali sono comuni presso le abitazioni cinesi e si diffondono in tutto il mondo.
- Sono stati prodotti alcuni film in Cina sugli Otto Immortali.
- Nel film Drunken Master di Jackie Chan, ci sono otto "forme" di Kung Fu ubriache, che si dice siano nate dagli Otto Immortali. Inizialmente il protagonista non vuole apprendere lo stile di He Xiangu perché la ritiene troppo femminea, ma ne svilupperà una personale variante.
- Gli Otto Immortali giocano un ruolo importante nella trama del videogame Fear Effect 2: Retro Helix.
- Nella serie a fumetti X-Men, gli Otto Immortali appaiono per proteggere la Cina insieme all'Uomo Collettivo, quando il mutante Xorn compie un massacro in un piccolo villaggio.
- Gli Otto Immortali sono presenti nella serie animata Le avventure di Jackie Chan. Essi sono coloro che hanno sconfitto gli Otto Stregoni Demoniaci e li hanno sigillati nell'oltretomba usando degli oggetti che simboleggiano il loro potere. Hanno poi aperto il Panku box per trasferirsi nella prigione dei demoni. Negli episodi più recenti, gli oggetti che gli immortali usarono per sigillare i demoni hanno assorbito alcuni dei poteri dei demoni stessi e sono ora cercati da Drago, figlio di Shendu (uno degli Otto Stregoni Demoniaci), affinché incrementino i suoi poteri.
- Ne Il regno proibito, Jackie Chan interpreta il personaggio Lu Yun, uno degli Otto Immortali. Questo fu rivelato dal regista in un inserto speciale del film, Sun Wukong e gli Otto Immortali.
- nel manga e anime Hell’s Paradise gli antagonisti sono inspirati agli otto immortali